# Erythrolamprus
Erythrolamprus is een geslacht van slangen uit de familie toornslangachtigen (Colubridae) en de onderfamilie Dipsadinae.

## Naam en indeling
De wetenschappelijke naam van de groep werd voor het eerst voorgesteld door Johann Georg Wagler in 1830. Er zijn 51 soorten inclusief Erythrolamprus pseudoreginae en Erythrolamprus rochai, die pas in 2019 voor het eerst wetenschappelijk werden beschreven. De slangen werden eerder aan andere geslachten toegekend, zoals Coluber, Coronella, Liophis en Rhadinaea.

## Uiterlijke kenmerken
Veel soorten imiteren de giftige en felgekleurde koraalslangen uit het geslacht Micrurus en hebben zelf ook bonte tekeningen. Deze bestaan uit zwarte, rode, witte of gele banderingen rond het lichaam. De rode en gele banden zijn vaak gescheiden door een zwarte band. De schubben zijn glad, de staart is relatief kort.

## Verspreiding en habitat
Vertegenwoordigers van dit geslacht komen voor in delen van Midden- en Zuid-Amerika en leven in de landen Suriname, Brazilië, Ecuador, Colombia, Bolivia, Peru, Frans-Guyana, Guyana, Venezuela, Trinidad en Tobago, Grenada, Kleine Antillen, Uruguay, Paraguay, Argentinië, Honduras, Nicaragua en Costa Rica.
De habitat bestaat uit vochtige tropische en subtropische bossen, zowel in laaglanden als in bergstreken, tropische en subtropische droge bossen, vochtige savannen, draslanden en scrublands. Ook in door de mens aangepaste streken zoals plantages en weilanden kunnen de dieren worden aangetroffen.

## Beschermingsstatus
Door de internationale natuurbeschermingsorganisatie IUCN is aan 47 soorten een beschermingsstatus toegewezen. Van de soorten worden er 36 als 'veilig' (Least Concern of LC) gezien, vijf als 'onzeker' (Data Deficient of DD), twee als 'gevoelig' (Near Threatened of NT) en een als 'bedreigd' (Endangered of EN). De soorten Erythrolamprus cursor en Erythrolamprus ornatus staan te boek als 'ernstig bedreigd' (Critically Endangered of CR) en de soort Erythrolamprus perfuscus ten slotte wordt beschouwd als 'uitgestorven' (EX).

## Soorten
Het geslacht omvat de volgende soorten, met de auteur en het verspreidingsgebied.
| Naam                                            | Auteur                                                                      | Verspreidingsgebied |
| ----------------------------------------------- | --------------------------------------------------------------------------- | --- |
| Erythrolamprus aesculapii                       | Linnaeus, 1758                                                              | Brazilië, Bolivia, Peru, Colombia, Ecuador, Frans-Guyana, Guyana, Venezuela, Trinidad, Argentinië, Paraguay             |
| Erythrolamprus albertguentheri                  | Grazziotin, Zaher, Murphy, Scrocchi, Benavides, Zhang & Bonatto, 2012       | Bolivia, Paraguay, Argentinië                                                                                           |
| Erythrolamprus almadensis                       | Wagler, 1824                                                                | Brazilië, Paraguay, Argentinië, Uruguay, Bolivia, Peru                                                                  |
| Erythrolamprus andinus                          | Dixon, 1983                                                                 | Bolivia, Peru |
| Erythrolamprus atraventer                       | Dixon & Thomas, 1985                                                        | Brazilië |
| Erythrolamprus bizona                           | Jan, 1863                                                                   | Nicaragua, Costa Rica, Panama, Venezuela, Trinidad, Colombia                                                            |
| Erythrolamprus breviceps                        | Cope, 1860                                                                  | Suriname, Brazilië, Ecuador, Colombia, Bolivia, Peru, Frans-Guyana, Guyana                                              |
| Erythrolamprus carajasensis                     | da Cunha, Nascimento & Avila-Pires, 1985                                    | Brazilië |
| Erythrolamprus ceii                             | Dixon, 1991                                                                 | Bolivia, Argentinië |
| Erythrolamprus cobella                          | Linnaeus, 1758                                                              | Suriname, Frans-Guyana, Brazilië, Trinidad                                                                              |
| Erythrolamprus cursor                           | Lacépède, 1789                                                              | Kleine Antillen (Martinique, Rocher du Diamant)                                                                         |
| Erythrolamprus dorsocorallinus                  | Esqueda, Natera, La Marca & Ilija-Fistar, 2007                              | Venezuela, Brazilië, Bolivia, Peru                                                                                      |
| Erythrolamprus epinephalus                      | Cope, 1862                                                                  | Costa Rica, Panama, Colombia, Venezuela, Ecuador, Peru                                                                  |
| Erythrolamprus festae                           | Peracca, 1897                                                               | Ecuador, Peru |
| Erythrolamprus frenatus                         | Werner, 1909                                                                | Brazilië, Paraguay, Argentinië                                                                                          |
| Erythrolamprus guentheri                        | Garman, 1883                                                                | Ecuador, Peru |
| Erythrolamprus ingeri                           | Roze, 1958                                                                  | Venezuela |
| Erythrolamprus jaegeri                          | Günther, 1858                                                               | Brazilië, Uruguay, Paraguay, Argentinië                                                                                 |
| Erythrolamprus janaleeae                        | Dixon, 2000                                                                 | Peru |
| Erythrolamprus juliae                           | Cope, 1879                                                                  | Kleine Antillen (Dominica, Guadeloupe, Marie-Galante, Basse-Terre, Grande-Terre)                                        |
| Erythrolamprus macrosomus                       | Amaral, 1936                                                                | Brazilië, Argentinië, Paraguay                                                                                          |
| Erythrolamprus maryellenae                      | Dixon, 1985                                                                 | Brazilië |
| Erythrolamprus melanotus                        | Shaw, 1802                                                                  | Colombia, Venezuela, Isla Margarita, Trinidad en Tobago, Grenada, Kleine Antillen                                       |
| Erythrolamprus mertensi                         | Roze, 1964                                                                  | Venezuela |
| Erythrolamprus miliaris                         | Linnaeus, 1758                                                              | Brazilië, Uruguay, Paraguay, Bolivia, Peru, Colombia, Frans-Guyana, Guyana, Venezuela, Argentinië                       |
| Erythrolamprus mimus                            | Cope, 1868                                                                  | Honduras, Nicaragua, Costa Rica, Panama, Ecuador, Peru, Colombia                                                        |
| Erythrolamprus mossoroensis                     | Hoge & Lima-Verde, 1973                                                     | Brazilië |
| Erythrolamprus ocellatus                        | Peters, 1869                                                                | Tobago |
| Erythrolamprus oligolepis                       | Boulenger, 1905                                                             | Brazilië, Venezuela, Peru                                                                                               |
| Erythrolamprus ornatus                          | Garman, 1887                                                                | Kleine Antillen (Saint Lucia, Maria Island)                                                                             |
| Erythrolamprus perfuscus                        | Cope, 1862                                                                  | Kleine Antillen (Barbados)                                                                                              |
| Erythrolamprus poecilogyrus                     | Wied-Neuwied, 1825                                                          | Argentinië, Uruguay, Brazilië, Bolivia, Peru, Venezuela, Guyana, Paraguay                                               |
| Erythrolamprus pseudocorallus                   | Roze, 1959                                                                  | Venezuela, Colombia |
| Erythrolamprus pseudoreginae                    | Murphy, BrasweLL, Charles, Auguste, Rivas, Borzee, Lehtinen, & Jowers, 2019 | Tobago |
| Erythrolamprus pyburni                          | Markezich & Dixon, 1979                                                     | Colombia |
| Erythrolamprus pygmaeus                         | Cope, 1868                                                                  | Colombia, Peru, Ecuador, Brazilië, Venezuela                                                                            |
| Erythrolamprus reginae                          | Linnaeus, 1758                                                              | Ecuador, Colombia, Venezuela, Frans-Guyana, Brazilië, Peru, Bolivia, Trinidad, Guyana, Paraguay                         |
| Erythrolamprus rochai                           | Ascenso, Costa, & Prudente, 2019                                            | Brazilië |
| Erythrolamprus sagittifer                       | Jan, 1863                                                                   | Argentinië, Bolivia, Paraguay                                                                                           |
| Erythrolamprus semiaureus                       | Cope, 1862                                                                  | Paraguay, Argentinië, Uruguay, Brazilië                                                                                 |
| Erythrolamprus subocularis                      | Boulenger, 1902                                                             | Ecuador |
| Erythrolamprus taeniogaster                     | Jan, 1863                                                                   | Brazilië, Colombia, Bolivia, Peru, Ecuador                                                                              |
| Erythrolamprus taeniurus                        | Tschudi, 1845                                                               | Peru, Bolivia, Colombia                                                                                                 |
| Erythrolamprus torrenicola                      | Donnelly & Myers, 1991                                                      | Venezuela |
| Erythrolamprus trebbaui                         | Roze, 1958                                                                  | Bolivia, Venezuela |
| Curaçaose zweepslang (Erythrolamprus triscalis) | Linnaeus, 1758                                                              | Nederlandse Antillen (Curaçao)                                                                                          |
| Erythrolamprus typhlus                          | Linnaeus, 1758                                                              | Colombia, Venezuela, Guyana, Suriname, Frans-Guyana, Brazilië, Peru, Ecuador, Paraguay, Bolivia, mogelijk in Argentinië |
| Erythrolamprus viridis                          | Günther, 1862                                                               | Brazilië |
| Erythrolamprus vitti                            | Dixon, 2000                                                                 | Ecuador, Colombia |
| Erythrolamprus williamsi                        | Roze, 1958                                                                  | Venezuela |
| Erythrolamprus zweifeli                         | Roze, 1958                                                                  | Venezuela, Trinidad |